# Killing Technology
Killing Technology - album kanadyjskiej grupy thrash/progresywno metalowej Voivod, wydany w 1987 roku.

## Lista utworów
1. „Killing Technology” - 7:33
2. „Overreaction” - 4:45
3. „Tornado” - 6:02
4. „Too Scared To Scream” - 4:14
5. „Forgotten In Space” - 6:10
6. „Ravenous Medicine” - 4:33
7. „Order of the Blackguards” - 4:28
8. „This is Not An Exercise” - 6:18
9. „Cockroaches” - 3:40

Utwory „Too Scared to Scream” i „Cockroaches” (pochodzące z EP Cockroaches, również wydanego w 1987) obecne są jedynie na wydaniach CD.

## Twórcy
- Denis „Snake” Belanger – śpiew
- Denis „Piggy” D’Amour – gitara elektryczna
- Michel „Away” Langevin – perkusja
- Jean-Yves „Blacky” Theriault - gitara basowa